# ادوارد ویکتور اپلتون
ادوارد ویکتور اپلتون (به انگلیسی: Edward Victor Appleton) (متولد ۶ سپتامبر ۱۸۹۲، یورکشایر - درگذشته ۲۱ آوریل ۱۹۶۵، ادینبرا) فیزیک‌دان انگلیسی بود. او در سال ۱۹۴۷ به خاطر پژوهش‌هایش در مورد فیزیک جو بالایی، به خصوص به خاطر کشف لایه معروف به اپلتون، موفق به دریافت جایزه فیزیک نوبل گردید.